# Roberto Concepcion
Roberto Concepcion (Manilla, 7 juni 1903 - 3 mei 1987) was een Filipijnse rechter en de 10e Opperrechter van het Filipijnse hooggerechtshof. Concepcion werd op 17 oktober 1966 aangesteld door president Ferdinand Marcos als opvolger van Cesar Bengzon. Voor zijn benoeming tot opperrechter was Makasiar al 12 jaar rechter van het hooggerechtshof. Voordat hij in 1954 door Ramon Magsaysay tot rechter van het hooggerechtshof benoemd werd was Concepcion acht jaar werkzaam als rechter aan het Hof van beroep en 5 jaar lang rechter aan een lagere rechtbank. In 1946 was Concepcion kortstondig onderminister van Justitie. Voor zijn carrière als rechter was Concepcion werkzaam als advocaat (1925 tot 1929), assistent Attorney bij het Bureau of Justice (1929) en assistent Solicitor-General (1938 tot 1940).